# تصميم الكتب
تصميم الكتب هو فن دمج المحتوى والأسلوب والشكل والتصميم وتسلسل مختلف مكونات وعناصر الكتاب في وحدة متماسكة. على حد تعبير المصمم الشهير جان تشيتشولد (1902-1974)، فإن تصميم الكتاب «على الرغم من نسيانه إلى حد كبير اليوم، [يعتمد على] الأساليب والقواعد التي يستحيل تحسينها [والتي] تم تطويرها على مدى قرون. لإنتاج كتب مثالية، يجب إعادة هذه القواعد إلى الحياة وتطبيقها». يصف ريتشارد هندل تصميم الكتاب بأنه «موضوع غامض»، ويشير إلى الحاجة إلى سياق لفهم ما يعنيه ذلك.

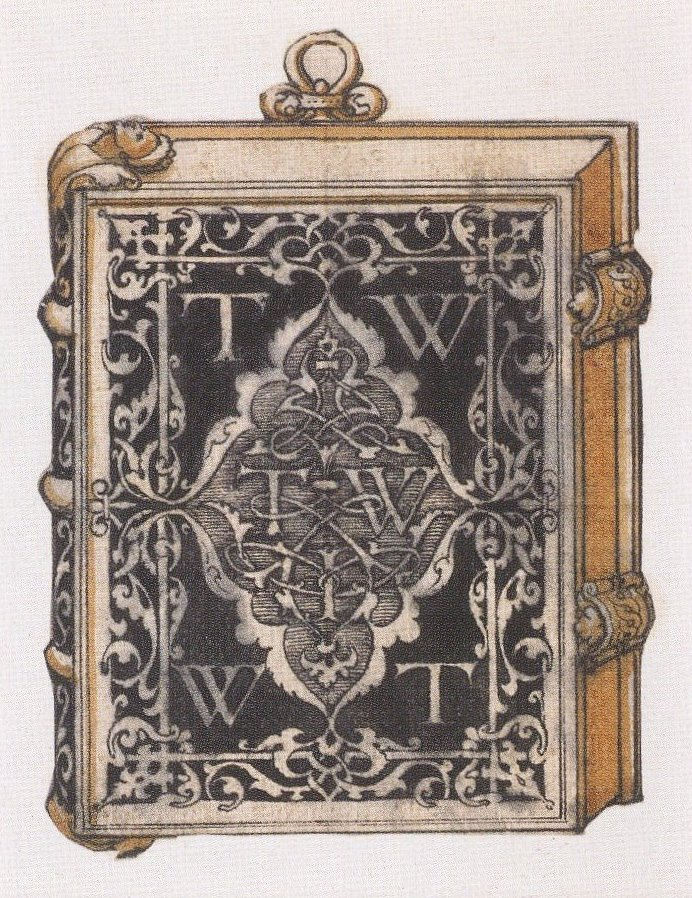
تصميم هانز هولباين الأصغر لغلاف كتاب معدني (أو غلاف كنز)

## البنية
يتم ترقيم الكتب الحديثة ترقيمًا متتاليًا، ويتم حساب جميع الصفحات في ترقيم الصفحات سواء ظهرت الأرقام أم لا (انظر أيضًا: الورقة العمياء). يمكن العثور على رقم الصفحة، أو الورقة، في أعلى الصفحة أو أسفلها، وغالبًا ما يكون في الجهة اليسرى، وقد يكون في الجهة اليمنى. يمكن أيضًا طباعة الورقة في الجزء السفلي من الصفحة، وفي هذا المكان تسمى الورقة المسقطة. تظهر الأوراق المسقطة عادةً إما في المنتصف على كل صفحة أو تظهر في الجهة اليسرى أو الجهة اليمنى. يحتوي الكتاب على النص الرئيسي وعدد من النصوص الموازية التي تشكل جميع المواد الإضافية التي يتضمنها الكتاب.

### المادة الأمامية
تتكون المادة الأمامية (أو المقدمات، المختصرة إلى "prelims") من القسم الأول من الكتاب، وعادة ما تكون أصغر قسم من حيث عدد الصفحات. عادةً ما يتم ترقيم الصفحات الأمامية بأرقام رومانية صغيرة (i، ii، iii، iv، v، إلخ)، مما يمنع إعادة ترقيم باقي الكتاب عند إضافة محتوى الصفحة الأمامية في اللحظة الأخيرة، مثل صفحة إهداء أو إقرارات إضافية. تم حذف رقم الصفحة في الصفحات الفارغة وصفحات العرض (على سبيل المثال، الصفحات المستقلة مثل تلك الخاصة بنصف العنوان، والصفحة الأولى، وصفحة العنوان، وبيانات النسخ، والإهداء، والنقوش)، ويتم حذفها أو استخدام الورقة المسقطة في الصفحة الافتتاحية لكل قسم من المادة الأمامية (على سبيل المثال، جدول المحتويات، تمهيد). تظهر المادة الأمامية بشكل عام فقط في أول عمل متعدد المجلدات، على الرغم من أن بعض العناصر (مثل جدول المحتويات أو الفهرس) قد تظهر في كل مجلد.
يحدد الجدول التالي بعض الأنواع الشائعة من المادة الأمامية، والكاتب (أو وجهة النظر) التي يمكن أن يُقال في كل منها:
| الاسم                    | الكاتب                      | الغاية |
| ------------------------ | --------------------------- | --- |
| نصف العنوان              | الناشر                      | صفحة فارغة في الغالب في مقدمة كتلة الكتاب والتي تسبق صفحة العنوان وتحتوي فقط على العنوان (حذف العنوان الفرعي، المؤلف، الناشر، وما إلى ذلك الموجود في صفحة العنوان الكاملة) وتتضمن أحيانًا بعض الزخرفة الطفيفة. يظهر العنوان تقليديًا على الصفحة كسطر واحد بأحرف كبيرة، لكن صفحات نصف العنوان الحديثة قد تكون نسخًا مصغرة من الطباعة من صفحة العنوان الكاملة. تواجه صفحة نصف العنوان ظهرًا فارغًا أو ورقة نهاية.                                   |
| الواجهة                  | المؤلف أو الناشر            | رسم توضيحي زخرفي على الظهر يواجه صفحة العنوان. قد تكون صورة متعلقة بموضوع الكتاب أو صورة للمؤلف. أصبحت واجهات الكتاب أقل شيوعًا، مع وجود قائمة بالأعمال السابقة للمؤلف أو عناوين أخرى في سلسلة متعددة المؤلفين تحل في كثير من الأحيان محل واجهة الكتاب. |
| صفحة عنوان الكتاب        | الناشر                      | يكرر العنوان والمؤلف كما هو مطبوع على الغلاف أو ظهر الكتاب، وغالبًا ما يستخدم عناصر مطبعية تم ترحيلها من تصميم الغلاف أو من باقي أجزاء الكتاب الداخلية. قد تتضمن صفحات العنوان أيضًا شعار الناشر مصحوبًا بالمدينة و/ أو سنة النشر. |
| صفحة حقوق التأليف والنشر | الناشر والطابعة             | (يُعرف أيضًا باسم إشعار الإصدار المعلومات الفنية مثل تواريخ الإصدار وحقوق النشر والترجمات المستخدمة واسم الناشر أو الطابعة وعنوانهما. تظهر عادةً في الكتب الحديثة على ظهر صفحة العنوان، ولكن في بعض الكتب يتم وضعها في النهاية (انظر المادة الخلفية). |
| الإهداء                  | المؤلف                      | صفحة الإهداء هي صفحة في كتاب يسبق النص، حيث يسمي المؤلف الشخص أو الأشخاص الذين كتب لهم الكتاب. |
| كتابة منقوشة             | المؤلف                      | عبارة أو اقتباس أو قصيدة. قد تكون النقوش بمثابة مقدمة، وملخص، وكمثال مضاد، أو لربط العمل بقانون أدبي أوسع، إما للدعوة إلى المقارنة، أو لتجنيد سياق تقليدي. |
| جدول المحتويات           | الناشر                      | هذه قائمة بعناوين الفصول والعناوين الفرعية المتداخلة أحيانًا، جنبًا إلى جنب مع أرقام الصفحات الخاصة بكل منها. يتضمن ذلك جميع العناصر الأساسية المدرجة أدناه، جنبًا إلى جنب مع الفصول المتعلقة بموضوع الجسم والمادة الخلفية. يجب أن يكون عدد مستويات العناوين الفرعية الموضحة محدودًا، وذلك للإبقاء على قائمة المحتويات قصيرة، ويفضل أن تكون صفحة واحدة، أو ربما تكون عبارة عن صفحة مزدوجة. قد تتضمن الكتب الفنية قائمة بالأشكال وقائمة بالجداول. |
| مقدمة                    | شخص آخر غير المؤلف          | في كثير من الأحيان، تخبر المقدمة عن بعض التفاعل بين كاتب المقدمة وكاتب القصة، أو رد فعل شخصي وأهمية القصة التي أثارتها. غالبًا ما تصف مقدمة للطبعات اللاحقة من العمل السياق التاريخي للعمل وتشرح أوجه الاختلاف بين الطبعة الحالية والسابقة. |
| مقدمة                    | المؤلف                      | تمثل المقدمة عمومًا المؤلف الذي يسرد قصة كيفية ظهور الكتاب، أو كيف تم تطوير فكرة الكتاب. غالبًا ما يتبع ذلك شكر وتقدير للأشخاص الذين ساعدوا المؤلف أثناء وقت الكتابة. |
| شكر وتقدير               | المؤلف                      | في بعض الأحيان يكون جزءًا من المقدمة بدلاً من قسم منفصل في حد ذاته، أو يتم وضعه أحيانًا في الجزء الخلفي من المقدمة بدلاً من المقدمة، فهو يقر بأولئك الذين ساهموا في إنشاء الكتاب. |
| مقدمة                    | المؤلف                      | قسم بداية يوضح غرض وأهداف الكتابة التالية. |
| مقدمة                    | الراوي (أو شخصية في الكتاب) | عادة ما تكون موجودة في الروايات الخيالية أو القصصية الواقعية، فإن المقدمة هي افتتاح للقصة التي تؤسس الإعداد وتعطي تفاصيل الخلفية، غالبًا من بعض الأطر الزمنية السابقة أو اللاحقة التي ترتبط بالإطار الرئيسي. على هذا النحو، فإنه يُعتبر عمومًا جزءًا من الجسد في تنظيم الكتاب الحديث (دليل شيكاغو للأسلوب). |

### مادة الجسم

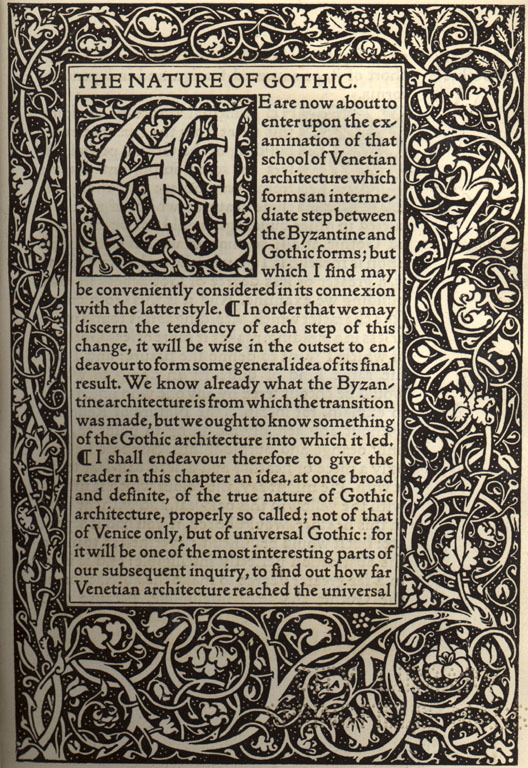
الحروف الأولى في الصفحة الافتتاحية لكتاب تم طباعته بواسطة مطبعة كيلمسكوت

غالبًا ما يتم وصف بنية العمل - وخاصة مادة جسمه - بشكل هرمي.
- أحجام
الحجم هو مجموعة من الأوراق مرتبطة ببعضها البعض. وهكذا يكون كل عمل إما حجمًا أو مقسمًا إلى مجلدات.
- كتب وأجزاؤها
تمثل الأعمال ذات المجلد الفردي معظم السوق الاستهلاكية غير الأكاديمية في الكتب. يمكن لمجلد واحد أن يجسد إما جزءًا من الكتاب أو الكتاب بأكمله؛ في بعض الأعمال، تشمل الأجزاء عدة كتب، بينما في أجزاء أخرى، قد تتكون الكتب من أجزاء متعددة.
- الفصول والأقسام
يمكن احتواء فصل أو قسم داخل جزء أو كتاب. عند استخدام كل من الفصول والأقسام في نفس العمل، غالبًا ما يتم احتواء الأقسام في فصول وليس العكس. قد تحتوي الفصول والأقسام على عناوين داخلية، تُعرف أيضًا بالعناوين الداخلية.[7]
- الوحدات
في بعض الكتب يتم تجميع الفصول في أجزاء أكبر، تسمى أحيانًا وحدات. يمكن أن يبدأ ترقيم الفصول مرة أخرى في بداية كل وحدة. في الكتب التعليمية، على وجه الخصوص، غالبًا ما تسمى الفصول بالوحدات.

الصفحة الأولى من النص الفعلي للكتاب هي الصفحة الافتتاحية، والتي غالبًا ما تتضمن ميزات تصميم خاصة، مثل الأحرف الأولى. يبدأ الترقيم العربي في هذه الصفحة الأولى. إذا تم تقديم النص بواسطة عنوان النصف الثاني أو تم فتحه بعنوان جزء، فسيتم احتساب نصف العنوان أو عنوان الجزء كصفحة واحدة. كما هو الحال في الموضوع الأمامي، تم حذف أرقام الصفحات على الصفحات الفارغة، وإما تم حذفها أو استخدام ورقة مسقطة في الصفحة الافتتاحية لكل جزء وفصل. في الصفحات التي تحتوي على الرسوم التوضيحية أو الجداول فقط، عادةً ما يتم حذف أرقام الصفحات، إلا في حالة وجود سلسلة طويلة من الأشكال أو الجداول.
فيما يلي مثالان مفيدان:
- يتكون سيد الخواتم من ثلاثة أجزاء (إما في مجلد واحد لكل منها، أو في مجلد واحد)، ويحتوي كل جزء على كتابين، يحتوي كل منهما بدوره على فصول متعددة.
- يتألف الكتاب المقدس المسيحي (عادةً ما يكون مجلدًا واحدًا) من «وصيتين» (والتي يمكن وصفها عادةً على أنها «أجزاء»، وتختلف في الطول بمقدار ثلاثة أو أربعة أضعاف)، كل منها يحتوي على عشرات الكتب ذات الأطوال المتفاوتة. في المقابل، يحتوي كل كتاب (باستثناء الأقصر) على فصول متعددة، والتي يتم تقسيمها تقليديًا (لأغراض الاقتباس) إلى «آيات» تحتوي كل منها تقريبًا على جملة مستقلة واحدة.

### مادة الخلفية (مادة النهاية)
تتكون المادة الخلفية، المعروفة أيضًا باسم الأمر النهائي، إذا تم استخدامها، عادةً من واحد أو أكثر من المكونات التالية:
| الاسم           | الكاتب                      | الغاية |
| --------------- | --------------------------- | --- |
| الخاتمة         | الراوي (أو شخصية في الكتاب) | عادةً ما تُستخدم هذه القطعة المكتوبة في نهاية العمل الأدبي أو الدرامي لإغلاق العمل.                                                                                             |
| إكسترو أو خاتمة |                             | الاستنتاج لقطعة عمل؛ يعتبر هذا عكس المقدمة. تستخدم هذه المصطلحات بشكل أكثر شيوعًا في الموسيقى.                                                                                 |
| خاتمة           | المؤلف، أو شخص حقيقي آخر    | تغطي الخاتمة بشكل عام قصة كيفية ظهور الكتاب، أو كيفية تطوير فكرة الكتاب. |
| استنتاج         | المؤلف                      | |
| تذييل           |                             | |
| ملحق            | المؤلف                      | هذه الإضافة التكميلية لعمل رئيسي معين قد تصحح الأخطاء أو تشرح التناقضات أو تفصل أو تحدّث المعلومات الموجودة في العمل الرئيسي.                                                  |
| قائمة المصطلحات | المؤلف                      | يتكون المسرد من مجموعة من التعريفات للكلمات ذات الأهمية للعمل. عادة ما يتم ترتيبها أبجديًا. قد تتكون الإدخالات من أماكن وشخصيات، وهو أمر شائع بالنسبة للأعمال الروائية الأطول. |
| فهرس            | المؤلف                      | هذا يستشهد بأعمال أخرى عند كتابة الجسم. هو الأكثر شيوعًا في الكتب الواقعية أو الأوراق البحثية.                                                                                 |
| فِهرِس            | الناشر                      | تحتوي قائمة المصطلحات المستخدمة في النص على مراجع، غالبًا أرقام صفحات، إلى حيث يمكن العثور على المصطلحات في النص. الأكثر شيوعًا في الكتب الواقعية.                              |
| تختيم           | الناشر                      | قد يكون هذا الوصف المختصر موجودًا في نهاية الكتاب أو على ظهر صفحة العنوان. يصف ملاحظات الإنتاج ذات الصلة بالإصدار، مثل المحرف المستخدم، وقد يتضمن علامة الطابعة أو الشعار.     |
| نهاية           |                             | |

يستمر الترقيم العربي للمسألة الخلفية.

## الغطاء الأمامي والتجليد والغطاء الخلفي لسترة الغبار

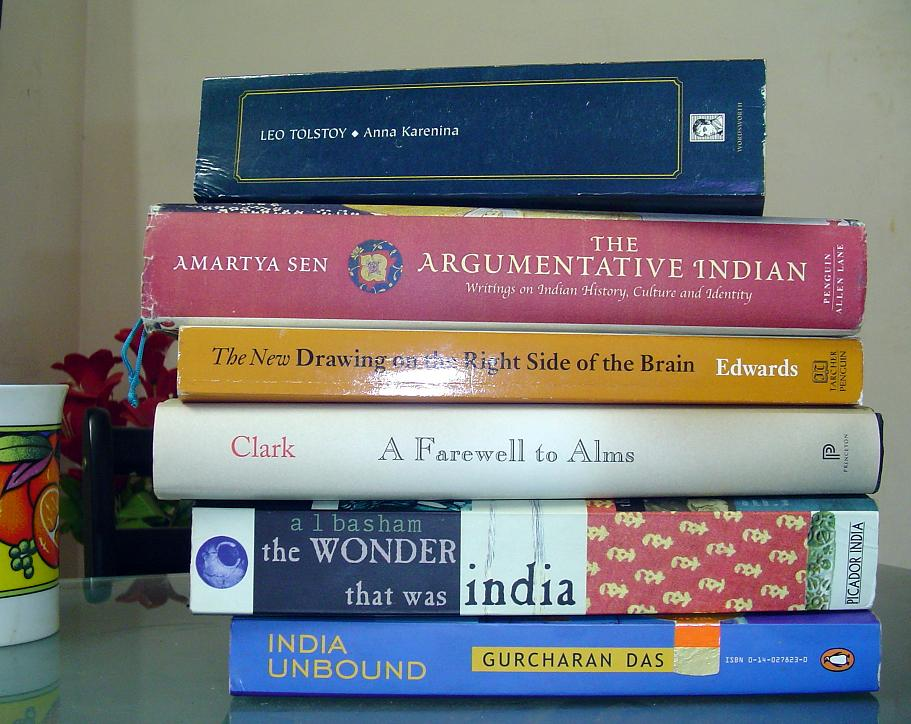
يُعد التجليد للكتاب جانبًا مهمًا في تصميم الكتاب، خاصة في تصميم الغلاف. عندما يتم تكديس الكتب أو تخزينها في رف، فإن التفاصيل الموجودة على ظهر الكتاب هي السطح المرئي الوحيد الذي يحتوي على معلومات حول الكتاب. في متجر الكتب، غالبًا ما تجذب التفاصيل الموجودة على الغلاف الانتباه أولاً.

الغلاف الأمامي هو مقدمة الكتاب، وقد تم تمييزه بشكل مناسب بالنص أو الرسوم البيانية من أجل تحديده على هذا النحو (أي بداية الكتاب). يحتوي الغلاف الأمامي عادةً على الأقل على العنوان أو المؤلف، مع إمكانية توضيح مناسبة.
في الجزء الداخلي من صفحة الغلاف، الممتدة إلى الصفحة المقابلة هي ورقة النهاية الأمامية التي يشار إليها أحيانًا باسم FEP. النصف الحر من نهاية الورقة يسمى flyleaf. تقليديًا، في الكتب المُجلدة يدويًا، كانت ورقة النهاية مجرد ورقة فارغة أو مزخرفة تخفي فعليًا وتقوي الصلة بين الغلاف وجسم الكتاب. في النشر الحديث، يمكن أن يكون إما عاديًا، كما هو الحال في العديد من الكتب الموجهة نحو النص، أو مزخرفًا بشكل مختلف وموضح في كتب مثل الكتب المصورة وأدب الأطفال الآخر وبعض الفنون والحرف وكتب الهواة وكتب سوق الهدايا والجدة وكتب طاولة القهوة والروايات المصورة. تتمتع هذه الكتب بجمهور وتقاليد خاصة بها حيث يكون التصميم الجرافيكي والفورية أمرًا مهمًا بشكل خاص، كما أن تقاليد النشر والشكليات أقل أهمية.
الغلاف هو الحافة الرأسية للكتاب كما هو معتاد على رف الكتب. لم يكن للكتب القديمة عناوين على الغلاف. بدلا من ذلك، تم وضعها على الرفوف بشكل مسطح مع غلافها إلى الداخل وكتابة العناوين بالحبر على طول أطرافها الأمامية. تعرض الكتب الحديثة عناوينها على غلافها.
في اللغات ذات أنظمة الكتابة المتأثرة بالصينية، تتم كتابة العنوان من أعلى إلى أسفل، كما هي اللغة بشكل عام. في اللغات المكتوبة من اليسار إلى اليمين، يمكن أن يكون نص الجلد عمودًا (حرفًا واحدًا لكل سطر)، وعرضيًا (خط نصي عمودي على حافة طويلة من الجلد) وعلى طول الجلد. تختلف الاصطلاحات حول الاتجاه الذي يتم فيه تدوير العنوان على طول الجلد:
- من أعلى إلى أسفل (تنازلي):

في النصوص المنشورة أو المطبوعة في الولايات المتحدة والمملكة المتحدة والكومنولث والدول الاسكندنافية وهولندا، يمتد نص الجلد، عندما يكون الكتاب في وضع مستقيم، من الأعلى إلى الأسفل. هذا يعني أنه عندما يكون الكتاب مسطحًا والغلاف الأمامي لأعلى، يتم توجيه العنوان من اليسار إلى اليمين على ظهر الكتاب. تنعكس هذه الممارسة في معايير الصناعة ANSI / NISO Z39.41 وISO 6357. ولكن ″... استمر عدم وجود اتفاق في هذه المسألة بين البلدان الناطقة باللغة الإنجليزية حتى منتصف القرن العشرين القرن، عندما كانت الكتب المجمدة في بريطانيا لا تزال تميل إلى قراءة عناوينها في الجلد... ″.
في العديد من البلدان الأوروبية القارية، حيث تم استخدام النظام التصاعدي في الماضي، تم استخدام النظام التنازلي في العقود الأخيرة، وربما يرجع ذلك إلى تأثير البلدان الناطقة باللغة الإنجليزية، مثل إيطاليا وروسيا وبولندا وأماكن أخرى.
- من أسفل إلى أعلى (تصاعدي):

في العديد من بلدان أوروبا القارية وأمريكا اللاتينية، يمتد نص ظهر الكتاب، عندما يكون الكتاب في وضع مستقيم، من الأسفل إلى الأعلى، ومن ثم يمكن قراءة العنوان بإمالة الرأس إلى اليسار. يسمح هذا للقارئ بقراءة أشواك الكتب الموضوعة على الرفوف بالترتيب الأبجدي وفقًا للطريقة المعتادة من اليسار إلى اليمين ومن أعلى إلى أسفل.
يحتوي الغلاف عادةً على كل العناصر الأربعة أو بعضها (إلى جانب الزخرفة إن وجدت) وبالترتيب التالي: (1) المؤلف أو المحرر أو المترجم؛ (2) العنوان؛ (3) ناشر. و(4) شعار الناشر.
توجد ورقة النهاية في الجزء الداخلي من صفحة الغلاف الخلفي الممتدة من الصفحة المقابلة قبلها. يتوافق تصميمه مع ورق النهاية الأمامي، ووفقًا له، يحتوي إما على ورق عادي أو نقش وصورة وما إلى ذلك.
غالبًا ما يحتوي الغلاف الخلفي على معلومات عن السيرة الذاتية للمؤلف أو المحرر، واقتباسات من مصادر أخرى تثني على الكتاب. قد يحتوي أيضًا على ملخص أو وصف للكتاب

## ربط
تصنف الكتب إلى فئتين حسب الطبيعة المادية لتجليدها. يشير غلاف التعيين (أو الغلاف المقوى) إلى الكتب ذات الأغلفة الصلبة، بدلاً من تلك المرنة. عادة ما يشتمل غلاف الكتاب المقوى على ألواح (غالبًا ما تكون مصنوعة من الورق المقوى) مغطاة بقطعة قماش أو جلد أو مواد أخرى. عادة ما يتم خياطة التجليد على الصفحات باستخدام خياطة السلسلة.
طريقة التجليد الأقل تكلفة هي تلك المستخدمة للكتب الورقية (تسمى أحيانًا softback أو softcover). يتم تغليف معظم الكتب ذات الأغلفة الورقية بالورق أو الورق المقوى الخفيف، على الرغم من استخدام مواد أخرى (مثل البلاستيك). الأغلفة مرنة وعادة ما تكون مرتبطة بالصفحات باستخدام الغراء (الربط المثالي). يتم تصنيف بعض الكتب ذات الغلاف الورقي الصغيرة على أنها دفاتر الجيب. هذه الأغلفة الورقية أصغر من المعتاد - صغيرة بما يكفي لتناسب الجيب بالكاد (خاصة الجيب الخلفي للبنطلونات). ومع ذلك، فإن هذه القدرة على احتواء الجيب تتضاءل مع زيادة عدد الصفحات وزيادة سمك الكتاب. لا يزال من الممكن اعتبار مثل هذا الكتاب بمثابة كتاب جيب.

## أشياء أخرى
قد تحتوي بعض الكتب مثل الأناجيل أو القواميس على فهرس إبهام للمساعدة في العثور على المواد بسرعة. يمكن أيضًا وضع ورق الذهب على حواف الصفحات، بحيث يكون للجانب والجزء العلوي والسفلي من الكتاب لون ذهبي عند إغلاقه. في بعض الكتب، قد تتم طباعة تصميم على الحواف، أو رخامي أو تطبيق لون بسيط. تذهب بعض كتب الفنانين إلى أبعد من ذلك، باستخدام الرسم على الحافة الأمامية. يمكن استخدام العناصر المنبثقة والصفحات المطوية لإضافة أبعاد إلى الصفحة بطرق مختلفة. تتضمن كتب الأطفال عادةً مجموعة واسعة من ميزات التصميم المضمنة في نسيج الكتاب. تتضمن بعض الكتب لمرحلة ما قبل المدرسة قماشًا محكمًا وبلاستيك على مواد أخرى. ومن الأمثلة على ذلك تقنيات القطع بالقالب في أعمال إريك كارل. الأسطح الشفافة أو العاكسة واللوحات والمنسوجات والخدش والشم هي ميزات أخرى محتملة.

## انتشار الصفحة

انشر الصفحة باستخدام تصميم JA van de Graaf لمنطقة النص الكلاسيكي (مساحة الطباعة) ونسب الهوامش.

الوحدة الأساسية في تصميم الكتاب هي انتشار الصفحة. الصفحة اليسرى (تسمى الصفحة اليسرى) والصفحة اليمنى (تسمى الصفحة اليمنى) لها نفس الحجم ونسبة العرض إلى الارتفاع، وتتركز على هامش التوثيق حيث يتم ربطهما معًا في التجليد.
من ناحية أخرى، يخضع تصميم كل صفحة فردية لشرائع بناء الصفحة.
يتم تحديد التخطيط المحتمل لمجموعات الحروف الأبجدية، أو الكلمات، على الصفحة من خلال ما يسمى بمساحة الطباعة، وهو أيضًا عنصر في تصميم صفحة الكتاب. من الواضح أنه يجب أن يكون هناك مساحة كافية، في ظهر الكتاب، حتى يكون النص مرئيًا. من ناحية أخرى، فإن الهوامش الثلاثة الأخرى للصفحة، التي تؤطر الكتاب، مصنوعة بالحجم المناسب لأسباب عملية وجمالية.

### مساحة الطباعة
تحدد مساحة الطباعة أو منطقة الكتابة المنطقة الفعالة على ورق كتاب أو مجلة أو عمل صحفي آخر. مساحة الطباعة محدودة بالحدود المحيطة، أو بعبارة أخرى المزاريب خارج المنطقة المطبوعة.

## روابط خارجية
- فن الآرت نوفو الهولندي وتصميم كتاب آرت ديكو
- تصميم ملزم وحفظ الورق للكتب والألبومات والوثائق العتيقة
- كتب رولو لجاكوب أبوت: مثال على تصاميم الطبعة الأولى
- معرض افتراضي «لافتات - كتب - شبكات» للمتحف الألماني للكتب والكتابة، مع وحدة موضوعية عن تصميم الكتب